# Dickwella
Dikwella (auch Dickwella) ist ein Fischerort im Süden der Insel Sri Lanka. 

## Lage
Dikwella liegt im Distrikt Matara zwischen den Städten Matara und Tangalle. Der südlichste Punkt Sri Lankas, Dondra Head, ist 19 km entfernt.

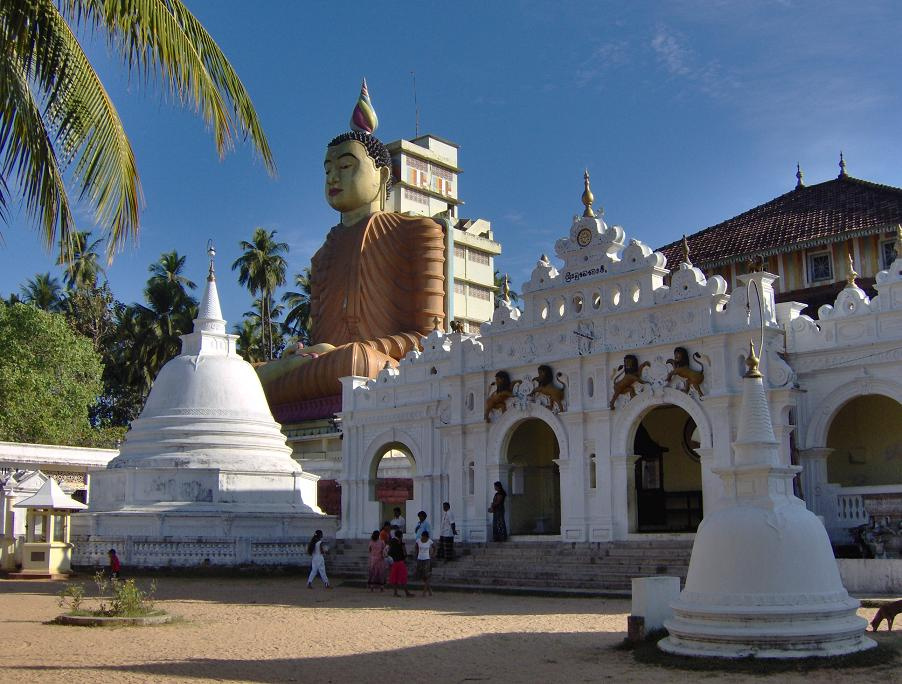
Wewurukannala Vihara

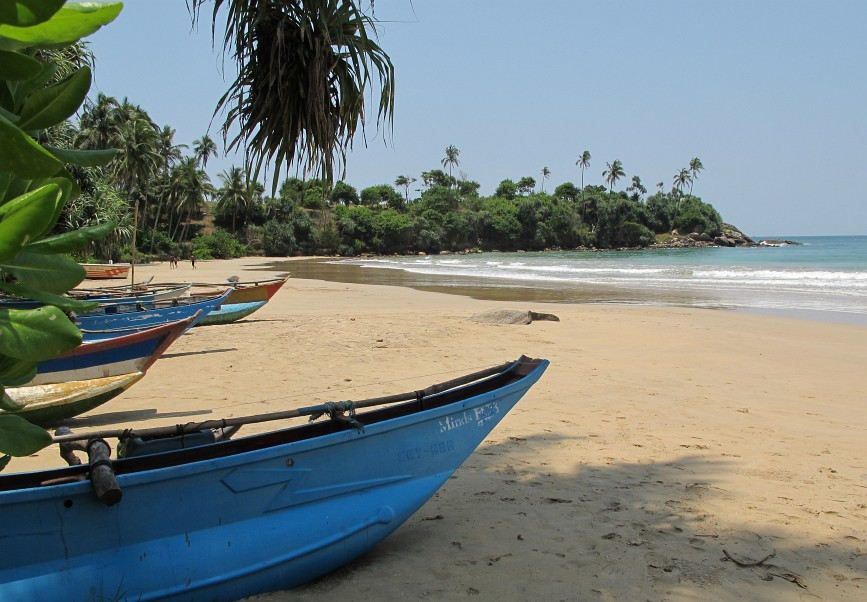
Pehambiya Beach

## Besonderheiten
Der Ort ist seit den 1970er Jahren wegen seiner Strände – vor allem Hiriketiya Beach und Pehambiya Beach – sowie Badebuchten am Indischen Ozean bekannt. Hier entstand nach dem Tsunami von 2004, der allein im Distrikt Matara mehrere Tausend Todesopfer forderte und schwere Verwüstungen anrichtete, eine neue Infrastruktur mit Unterkünften für Individualreisende. 
Dickwella ist auch wegen des Wewurukannala Viharaya Tempels berühmt, in dem sich die mit 50 m höchste Buddhastatue Sri Lankas befindet. Die Statue ist von einem achtstöckigen Gebäude mit zahlreichen Wandgemälden und Fresken umgeben, und die ganze Tempelanlage wurde 1970 fertiggestellt.
Etwa 3 km vom Ort gibt es eine weitere Attraktion, das weltweit zweitgrößte Blasloch (Blow Hole) "Hoo-maniya". Aus einer Felsspalte im Berg sprühen Wasserfontänen bis zu 18 m in die Luft. Während des Südwestmonsuns im Juni ist dieses Naturschauspiel besonders ausgeprägt zu beobachten.

## Verkehr
Unweit nördlich des Ortes liegt der 2019 eröffnete Bahnhof Wewurukannala der von Colombo nach Beliatta verlaufenden Bahnlinie Coastal Line der Sri Lanka Railways. Nördlich der Stadt verläuft seit 2014 ebenfalls die Autobahn E01 Expressway, die Hambantota mit Colombo verbindet. Durch Dickwella führt die Küstenstraße A2. Der nächstgelegene Flughafen ist der Flughafen Mattala Rajapaksa in Hambantota.